# 高橋久次郎

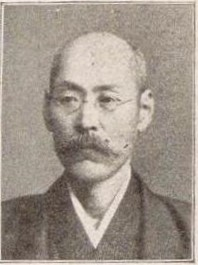
高橋久次郎

高橋 久次郎（たかはし きゅうじろう、1858年8月25日（安政5年7月17日）- 1926年（大正15年）6月11日）は、明治から大正時代の政治家。衆議院議員（5期）。

## 経歴
高橋佐十郎の子として、出雲松江藩領神門郡稗原村（島根県神門郡稗原村、簸川郡稗原村を経て現出雲市）に生まれる。奉緘斎の門に入り漢籍を修めた。農業を営む傍ら、1876年（明治9年）第四十八区戸長に就任し、1881年（明治14年）稗原村戸長に転じた。1884年（明治17年）郡民より推され、島根県会議員に当選し、同常置委員を務めた。ほか、簸川郡会議員、同議長、道路会議議員、郡農会長、郡蚕業同業組合長、郡青年農業団総裁を歴任した。
1890年（明治23年）7月の第1回衆議院議員総選挙では島根県第3区から出馬し当選。第11回から第14回総選挙でも当選し衆議院議員を通算5期務めた。この間、国民協会創立に参画し、憲政会島根支部長を務めた。